# Notte d'amore
Notte d'amore è un album del musicista e cantante italiano Pino D'Angiò, pubblicato dall'etichetta discografica Pull (numero PCD 2104) nel 1997.

## Tracce
1. Notte d'amore
2. L'alibi
3. Dammene ancora
4. Non andare via
5. Sexypowerfunk
6. Donna donna
7. C'era una volta un re
8. Dove credi di andare
9. Gatto e carota
10. Come siete brutti
11. Where did you go
12. Sophie